# 趙方豪
趙 方豪（ちょう ばんほう、朝: 조방호, 1956年〈昭和31年〉11月19日 - 1997年〈平成9年〉12月9日）は、日本の俳優。別名：豪田 遊（ごうだ ゆう）。大阪府出身の在日韓国人。立命館大学中退。俳優の趙珉和は甥。

## 生涯
立命館大学時代は「劇団満開座」に所属し、長年看板俳優として活躍した。
1981年、在学中に出演した映画『ガキ帝国』で第3回ヨコハマ映画祭 最優秀新人賞を受賞した。
1997年、悪性胸腺腫と癌性腹膜炎のため41歳で死去。

## 出演

### 映画
- ガキ帝国（1981年）
- ガキ帝国 悪たれ戦争（1981年 東映+徳間書店 豪田 遊名義で主演）
- ダイアモンドは傷つかない（1982年）
- あんねの子守唄（1982年）
- パン屋襲撃（1982年）
- 春画（1983年）
- 発禁・秘画のおんな（1983年）
- 悪魔の人質（1983年）
- 十階のモスキート（1983年）
- ダブルベッド（1983年）
- 時代屋の女房（1983年）
- 未熟な下半身（1984年）
- 初夜の海（1984年）
- タブーX倒錯（1985年）
- 泰造（1985年）
- 野蛮人のように（1985年）
- コミック雑誌なんかいらない!（1986年）
- 女衒 ZEGEN（1987年）
- ちょうちん（1987年）
- 新宿純愛物語（1987年）
- 極道の妻たちII（1987年）
- その男、凶暴につき（1989年）
- あーす(1990年）
- ドンマイ（1990年）
- 激動の1750日（1990年）
- ふうせん（1990年）
- ヒルコ／妖怪ハンター（1991年）
- スキンレスナイト（1991年）
- 銀玉マサやん（1992年）
- 三月のライオン（1992年）
- 難波金融伝 ミナミの帝王 計画倒産（1992年）
- 人間交差点・雨（1993年）
- バカヤロー!V エッチで悪いか（1994年）
- 集団左遷（1994年）
- 三たびの海峡（1995年）
- 南の島に雪が降る（1995年） - 菅原軍曹 役
- 渚のシンドバッド（1995年）
- 冬の河童（1995年）
- 人間椅子（1997年）
- 傷だらけの天使（1997年）
- 野獣死すべし（1997年）
- 私たちが好きだったこと（1997年）
- エコエコアザラクIII MISA THE DARK ANGEL（1998年）

### テレビドラマ
主な連続ドラマ
- 立花登・青春手控え 第23話「旅立ち」（1982年/NHK）
- 山河燃ゆ（1984年/NHK） - 荒木三郎 役
- 私鉄沿線97分署 第14話「照れないで! アベック捜査!?」（1985年、テレビ朝日系）
- たけしくん、ハイ!（1985年/NHK） - 西野英一郎
- 必殺仕事人V・激闘編 第9話「せん、むこ殿をイビる」（1986年、朝日放送・松竹） - 茂吉役
- 女ふたり捜査官 第5話「不倫で稼ぐ美人家庭教師」（1986年、ABC / テレパック）
- 四捨五入殺人事件（1987年/NHK） - 畑中
- あぶない刑事 第45話「謹慎」（1987年、日本テレビ・セントラルアーツ）
- さすらい刑事旅情編II 第5話「L特急踊り子 七回忌で再会した女」（1989年、テレビ朝日系・東映）
- 花も実もある（1990年/NHK）
- 裸の大将 第39話「清とおふくろの味　宮古島編」（1990年、関西テレビ放送・東阪企画）
- 神谷玄次郎捕物控 第2話「密告」（1990年、フジテレビ系・松竹）
- 世にも奇妙な物語　『さよなら蔵町キネマ』（1991年、フジテレビ系） - 山村敬一
- 銭形平次 第2シリーズ 第5話「二重の鍵」（1992年、フジテレビ系）
- 鬼平犯科帳 第4シリーズ 第17話「さざ浪伝兵衛」（1993年、フジテレビ系） - 役者小僧市之助役
- 付き馬屋おえん事件帳 第2シリーズ 第2話「吉原慕情」（1993年、テレビ東京・松竹） - 玄庵役
- 若者のすべて （1994年、フジテレビ系） - 市川勉役
- ドラマ30 詐欺・狙われた実印（1995年、CBC）
- 御家人斬九郎 第1シリーズ第7話「遊蕩の指南」（1995年、フジテレビ系） - 目付・本多数馬役
- はぐれ刑事純情派 第9シリーズ「安浦刑事が文学入門!?作家の犯罪」（1996年、テレビ朝日系・東映）
- エコエコアザラク（1997年、ギャガ・コミュニケーションズ、円谷映像）
- 月曜ドラマスペシャル　金田一耕助シリーズ『獄門島』（1997年5月5日、TBS） - 復員詐欺師役

単発ドラマ
- 破獄（1985年、NHK総合テレビ系） - 井原吾一役
- 次郎長三国志（1991年、テレビ東京系）
- かあさんはドン3（1993年、TBS系）
- 郷土の偉人シリーズ（テレビ熊本）
  - 明治青春伝 ～孫文と宮崎四兄弟 アジアの自由と独立の旗の下に～（1993年11月1日）[2]
  - 肥後のカミナリ 北里柴三郎（1994年11月3日）[3]
- 事件4（1996年、テレビ朝日系）

### オリジナルビデオ
- ジャック パチスロ闇の帝王2（1993年 ケイエスエス）